# Český les
Český les (německy na bavorské straně Oberpfälzer Wald – Hornofalcký les nebo na české straně Böhmischer Wald – Český les ) je členitá vrchovina a geomorfologický celek podél česko-německé státní hranice – zasahuje tak do jihozápadních Čech a do východního Bavorska. V Česku leží menší část území, větší část Českého lesa se rozkládá na území Německa.

## Vymezení
Pohoří se táhne od Chebské pánve na severozápadě až po Všerubskou vrchovinu, která odděluje Český les od Šumavy na jihovýchodě. Délka pohoří je 80 km.
Krajina Českého lesa se svým rázem velmi podobá Šumavě (tvary povrchu, lesnatostí, řídkým osídlením jako důsledkem vysídlení německého obyvatelstva), je však v průměru o 300–500 m nižší. Nadmořská výška jednotlivých vrchů se pohybuje od 600 do 1042 m. Nejvyšším vrcholem je Čerchov (1 042 m n. m.). Na vrcholu Čerchova se nachází Kurzova rozhledna, pojmenovaná po dr. Vilému Kurzovi, jednom za zakladatelů Klubu českých turistů.

## Geomorfologické členění
Český les je samostatným geomorfologickým celkem masivu Šumavské subprovincie. Kompletní geomorfologické členění české části hor uvádí následující tabulka:
| Geomorfologické členění Českého lesa                                                 | Geomorfologické členění Českého lesa | Geomorfologické členění Českého lesa |
| ------------------------------------------------------------------------------------ | ------------------------------------ | --- |
| ČESKÁ VYSOČINA • Šumavská subprovincie • Českoleská oblast                           |                                      | |
| ČERCHOVSKÝ LES                                                                       | Haltravská hornatina                 | Čerchovský hřbet (Čerchov, 1042 m) Smrčský hřbet (Dlouhá skála, 969 m) Bučinsko-černovršský hřbet (Bučina, 860 m) Haltravský hřbet (Škarmanka, 888 m) Staroherštejnský hřbet (Starý Herštejn, 878 m) Modřínovecká vrchovina (Na skále, 691 m) |
| ČERCHOVSKÝ LES                                                                       | Nemanická vrchovina                  | Lískovecká vrchovina (Nad Zámečkem, 721 m) Plešská hornatina (Velký Zvon, 862 m) |
| ČERCHOVSKÝ LES                                                                       | Ostrovská vrchovina                  | Šidlákovská vrchovina (Pivoňské hory, 756 m) Bystřická vrchovina (Výšina, 708 m) |
| KATEŘINSKÁ KOTLINA                                                                   | nečlení se                           | nečlení se (Bukáč, 571 m) |
| PŘIMDSKÝ LES                                                                         | Málkovská vrchovina                  | Málkovský hřbet (Přimda, 848 m) Novoveská pahorkatina (bezejmenný, 660 m) Velkodvorská pahorkatina (Lískovský vrch, 710 m) |
| PŘIMDSKÝ LES                                                                         | Plešivecká vrchovina                 | Hoštěcká vrchovina (Plešivec, 766 m) Pastvinská vrchovina (Rozsocha, 758 m) |
| PŘIMDSKÝ LES                                                                         | Havranská vrchovina                  | Tetřeví vrchovina (Havran, 894 m) Pavlostudenecká vrchovina (Studenecký, 798 m) Sečská vrchovina (Seč, 773 m) |
| PŘIMDSKÝ LES                                                                         | Rozvadovská pahorkatina              | Žebrácká pahorkatina (Březový vrch, 625 m) Lučinská pahorkatina (Peklo, 715 m) |
| DYLEŇSKÝ LES                                                                         | Žďárská vrchovina                    | nečlení se (Na Výšině, 789 m) |
| DYLEŇSKÝ LES                                                                         | Tišinská vrchovina                   | Hřebínecká pahorkatina (Hraniční vrch, 731 m) Holinská vrchovina (Tišina, 792 m) Pekelská pahorkatina (654 m) |
| DYLEŇSKÝ LES                                                                         | Třísekerská pahorkatina              | Kamenišťská pahorkatina (Kameniště, 719 m) Krásenská pahorkatina (680 m) |
| DYLEŇSKÝ LES                                                                         | Dyleňská hornatina                   | Dyleňsko-čupřinský hřbet (Dyleň, 940 m) Vysocká vrchovina (770 m) Paličská pahorkatina (660 m) |
| PROVINCIE • Subprovincie • Oblast / Celek / PODCELEK • Okrsek • Podokrsek • (vrchol) |                                      | |

## Geologie
Pro Český les jsou typické ploché hřbety a široká mělká údolí s občasně vystupujícími suky a strukturními hřbety s tvary zvětrávání a odnosu. Český les je tvořen převážně rulami, méně se vyskytují granity. Východní svahy jsou z důvodu výskytu zlomových linií příkřejší.

## Ochrana přírody
Na území Českého lesa byla v roce 2005 zřízena CHKO Český les, dále je zde několik menších chráněných území. Lesní porosty zaujímající většinu plochy jsou tvořeny převážně smrkovými monokulturami, původní jedlobučiny se dochovaly pouze výjimečně. Na německé straně se nacházejí Naturpark Oberpfälzer Wald a Naturpark Nördlicher Oberpfälzer Wald.

## Vrcholy

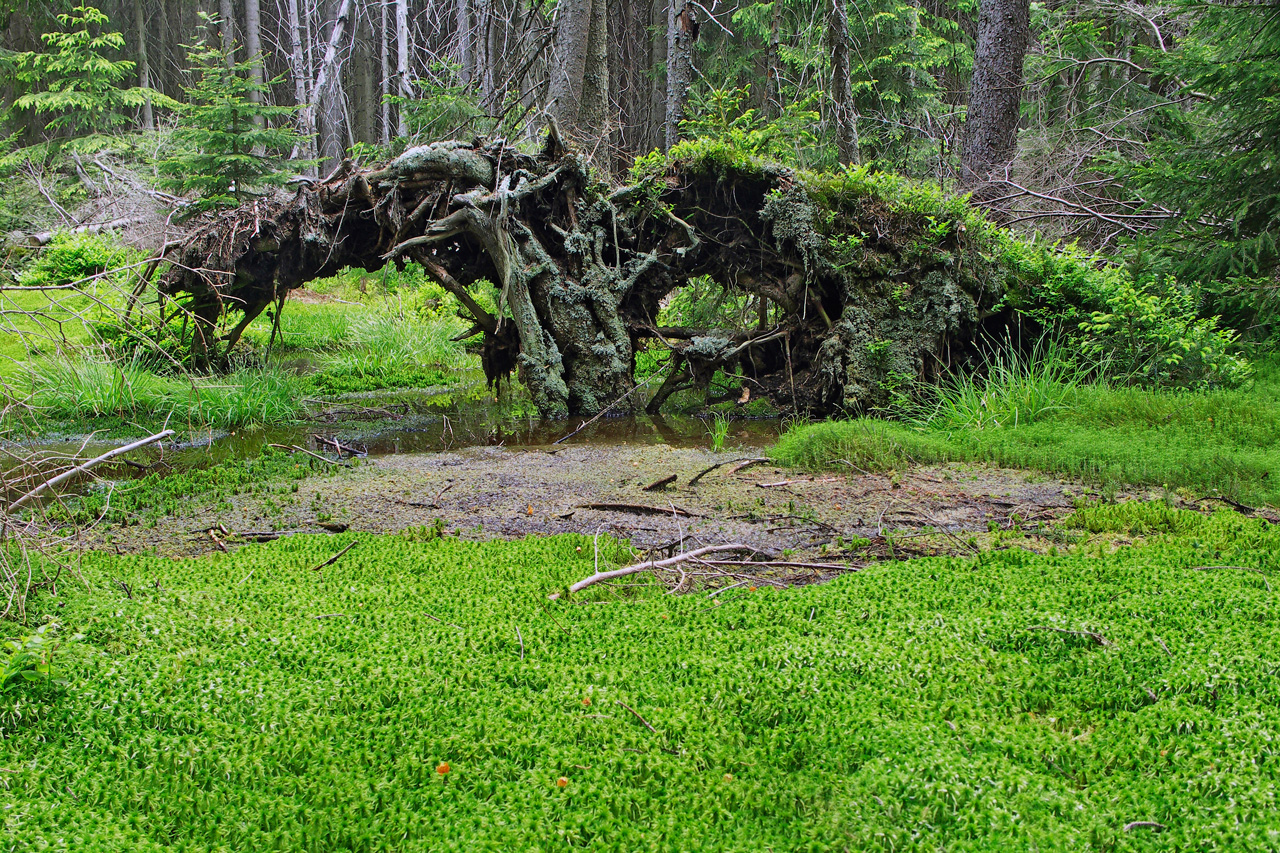
NPR Pavlova Huť v Českém lese

V Českém lese jsou dvě tisícovky, obě na české straně pohoří:
- Čerchov (1042 m)
- Na skalce (1008 m)

Ostatní vrcholy měří méně než 1000 m n. m.:
- Dlouhá skála (969 m), Česko
- Dyleň (940 m), Česko
- Smrčí (939 m), Česko
- Gibacht (938 m), Německo
- Entenbühl (901 m), Německo
- Weingartenfels (896 m), Německo
- Havran (894 m), Česko
- Signalberg (888 m), Německo
- Škarmanka (888 m), Česko
- Haltrava (882 m), Česko
- Reichenstein (874 m), Německo
- Velký Zvon (862 m), Česko
- Sádek (853 m), Česko
- Přimda (848 m), Česko

## Historie

### Prvotní osídlení
Archeologické nálezy na území Českého lesa jsou rozptýlené a vzácné až do doby knížecí. Existují však nálezy z nejmladšího paleolitu (okolo 10 000 př. n. l.) z míst pozdější obce Labuť, nebo z oblasti Sedmihoří v době antické. Většinu území ale zabíral těžko prostupný, hluboký les. První systematičtější osidlování, a s tím spojené odlesnění, je spojené s rozmachem klášterů v Kladrubech, Teplé a ve Waldsassenu ve 12. a 13. století.

### Ochrana hranic království
Svou neprostupností vytvářel Český les přirozenou zemskou hranici. Jeho obranná pohraniční funkce byla ještě posílena příchodem Chodů, kteří do Českého lesa přišli nejpozději v poslední čtvrtině 13. století, a také zřízením tachovského manského obvodu. Jak Chodové, tak tachovští manové (rytíři) měli mimo jiné za povinnost provádět pohraniční kontrolu a plnit obranné povinnosti v případě války. Do 16. století byl Český les obyvateli využíván především jako zdroj dřeva a lovecký revír. Na konci 16. století přešlo v roce 1596 přimdské panství z královských rukou do rukou šlechty a o dva roky později následovalo i tachovské panství. Tímto odprodejem zanikl také tachovský manský obvod, manové získali své statky do svého vlastnictví a nebyli králi dále povinni pohraniční službou.

### Noví pobělohorští majitelé
K zásadní změně majetkových poměrů pak došlo po bitvě na Bílé Hoře, kdy byla velká část českoleských panství odebrána majitelům, kteří se účastnili českého stavovského povstání a prodána novým majitelům. V severní oblasti Českého lesa vznikla čtyři velká panství, z nichž každému připadla také podstatná část lesních pozemků. Nejseverněji leželo chodovoplánské panství, které koupili Heimhausenové, potom dále na jih plánské panství, které koupili Šlikové, tachovské panství, které získal Jan Filip Husmann a ještě jižněji pak přimdské panství (později s velkostatkem Velké Dvorce), které získali Kolovraté Krakovští. Drobná panství v Dlouhém Újezdě, Pořejově a Studánce byla postupem času připojena k tachovskému panství, jiná menší panství v Lesné a v Zahájí si svou nezávislost uchovala.
Ve vojensky klidnějších dobách po třicetileté válce začal upadat význam Českého lesa jakožto prvku hraniční obrany a s tím upadal i význam zdejších Chodů. Noví majitelé panství také začali lesní území ve stále větší míře průmyslově využívat ve sklářství, papírnictví a železářství.

### Sklářské hutě
První primitivní sklářské hutě v Českém lese nebyly příliš trvalého charakteru a často se stěhovaly. První stálejší hutě začali ve druhé polovině 16. století stavět Švamberkové, kteří sídlili v Přimdě. Ti založili Starou Huť u Hostouně, dále sklárnu ve Svaté Kateřině a později také v Dianě, Kolmu a Rozvadově. Ještě před třicetiletou válkou fungovala také sklárna Draxelhütte poblíž Jedliny a sklárna v Zahájí, kterou si zde zřídil sklářský podnikatel P. Schürer.
V osmnáctém století pokračoval rozvoj sklářství v Českém lese. V době, kdy zahájské panství vlastnili Lobkovicové byla založena Stará Knížecí Huť (kol. 1710) a Nová Knížecí Huť (před 1734). V sousedním panství Lesná fungovala nejpozději od roku 1728 Schönwaldská huť. Na tachovském panství byla v první polovině 18. století postavena sklárna ve Zlatém Potoce (1736) a dále Pavlova Huť (před 1740) a Kollerova Huť (kolem 1746). Kollerovu huť založil podnikatel František Koller, majitel zámku Nové Sedliště. Do konce 18. století přibyly na tachovském panství ještě sklárny v Ostrůvku (před 1776) a ve Sklářích (po 1793). Pod velkodvoreckém panství patřila sklárna v Hraničkách (kolem 1716) a později také sklárna poblíž Nové Vsi.
Ještě v devatenáctém století vznikly dva nové sklářské podniky - oba v prostorech bývalých železáren. První sklářský podnik vznikl v roce 1880 v Lučině a druhý v roce 1886 ve Frauentálu. Frauentálská sklárna fungovala jako jediná ještě v dobách první československé republiky.
Kromě názvů několika vesnic, které vznikly kolem skláren, dalo místní sklářství jméno také jednomu z vrcholů Českého lesa - Sklářský vrch. Nachází se na půl cesty mezi Lesnou a Starou Knížecí Hutí.

### Druhá světová válka a dále
Po podepsání Mnichovské dohody Británií, Francií, Itálií a Německem v roce 1938 připadl celý Český les Německé říši. Po skončení války bylo německé obyvatelstvo donuceno své domovy trvale opustit a do oblasti přicházeli dosídlenci z Československa, Volyně (dnes součást Ukrajiny) a Rusíni z Rumunska. Desítky vyprázdněných obcí v hraničním pásmu byly v padesátých letech 20. století zbourány nebo nechány ladem, krovy a dřevěné vybavení domů byly odvezeny především na Slovensko. Některé pohraniční obce (např. Bažantov) byly později zrekonstruovány, ale nenašli se zájemci, kteří by se v nich usídlili a tak tyto obce opět zchátraly.
Vybudováním železné opony začal Český les opět plnit svou dřívější hlavní funkci obrany pohraničí – místo Chodů a tachovských manů strážily zemské hranice jednotky Pohraniční stráže. Po skončení studené války železná opona zanikla a od vstupu České republiky do schengenského prostoru v roce 2007 už Český les zcela přestal sloužit k obraně pohraničí.

## Turistika
Výchozími místy pro turistiku v Českém lese jsou Tachov, Rozvadov, Přimda, Poběžovice a Klenčí pod Čerchovem.